# Паспаул (село)
Паспаул (рос. Паспаул) — село Чойського району, Республіка Алтай Росії. Входить до складу Паспаульського сільського поселення.
Населення — 1221 особа (2015 рік).
Село засноване 1858 року.

## Видатні уродженці
- Трофимов Євген Федорович — Герой Радянського Союзу.